# Melitaea niesiolowskii
Melitaea niesiolowskii är en fjärilsart som beskrevs av Felix Bryk 1940. Melitaea niesiolowskii ingår i släktet Melitaea och familjen praktfjärilar. Inga underarter finns listade i Catalogue of Life.